# Cercanías Cádiz
A Cercanías Cádiz a Spanyolországban található Cádiz elővárosi vasúthálózata, mely jelenleg 2 vonalból és 13 állomásból áll. Üzemeltetője a RENFE.

## Vonalak és állomások
A vörös vonal teljes egészében a Alcázar de San Juan–Cádiz-vasútvonalon helyezkedik el, annak Cádiz felőli végén. Ebből ágazik ki a lila vonal 2,4 km hosszan. 
| Járat | Útvonal                     | Hosszúság (km) |
| ----- | --------------------------- | -------------- |
|       | Cádiz - Aeropuerto de Jerez | 58             |
|       | Las Aletas - Universidad    | 2,4            |

| Állomás                  | Vonal | Szolgáltatások | Tarifazóna | Hely                     |
| ------------------------ | ----- | -------------- | ---------- | ------------------------ |
| Aeropuerto de Jerez      |       |                | 5          | Jerez de la Frontera     |
| Cádiz                    |       |                | 1          | Cádiz                    |
| Cortadura                |       |                | 1          | Cádiz                    |
| El Puerto de Santa María |       |                | 4          | El Puerto de Santa María |
| Estadio                  |       |                | 1          | Cádiz                    |
| Jerez de la Frontera     |       |                | 5          | Jerez de la Frontera     |
| Las Aletas               |       |                | 3          | Puerto Real              |
| Puerto Real              |       |                | 3          | Puerto Real              |
| San Fernando-Centro      |       |                | 2          | San Fernando             |
| San Fernando-Bahía Sur   |       |                | 2          | San Fernando             |
| San Severiano            |       |                | 1          | Cádiz                    |
| Segunda Aguada           |       |                | 1          | Cádiz                    |
| Universidad              |       |                | 3          | Puerto Real              |